# Thomas Mongo
Thomas Mongo (* 1914 in Nkon Ngada, Deutsch-Kamerun; † 17. März 1988) war ein kamerunischer römisch-katholischer Geistlicher und Bischof von Douala.

## Leben
Thomas Mongo empfing am 24. Februar 1943 das Sakrament der Priesterweihe für das Apostolische Vikariat Douala.
Am 21. November 1955 ernannte ihn Papst Pius XII. zum Titularbischof von Botriana und zum Weihbischof in Douala. Der Präfekt der Zeremonienkongregation, Eugène Kardinal Tisserant, spendete ihm am 26. Februar 1956 die Bischofsweihe; Mitkonsekratoren waren der Bischof von Douala, Pierre Bonneau CSSp, und der Bischof von Garoua, Yves-Joseph-Marie Plumey OMI.
Papst Pius XII. bestellte ihn am 5. Juli 1957 zum Bischof von Douala. Mongo nahm an allen vier Sitzungsperioden des Zweiten Vatikanischen Konzils teil. Am 29. August 1973 nahm Papst Paul VI. das von Thomas Mongo vorgebrachte Rücktrittsgesuch an.